# Kaizer Motaung
Kaizer Motaung (Soweto, 16 oktober 1944) is een voormalig Zuid-Afrikaans voetballer. In zijn carrière heeft hij bij verschillende clubs in de Verenigde Staten gespeeld. In 1969 werd hij topscorer in de North American Soccer League.
In 1970 richtte hij de Zuid-Afrikaanse voetbalclub Kaizer Chiefs op, en was hij coach van die club.

## Erelijst

### Topscorer North American Soccer League
- Winnaar: (1) 1969 (16)